# Daniel Littlefield

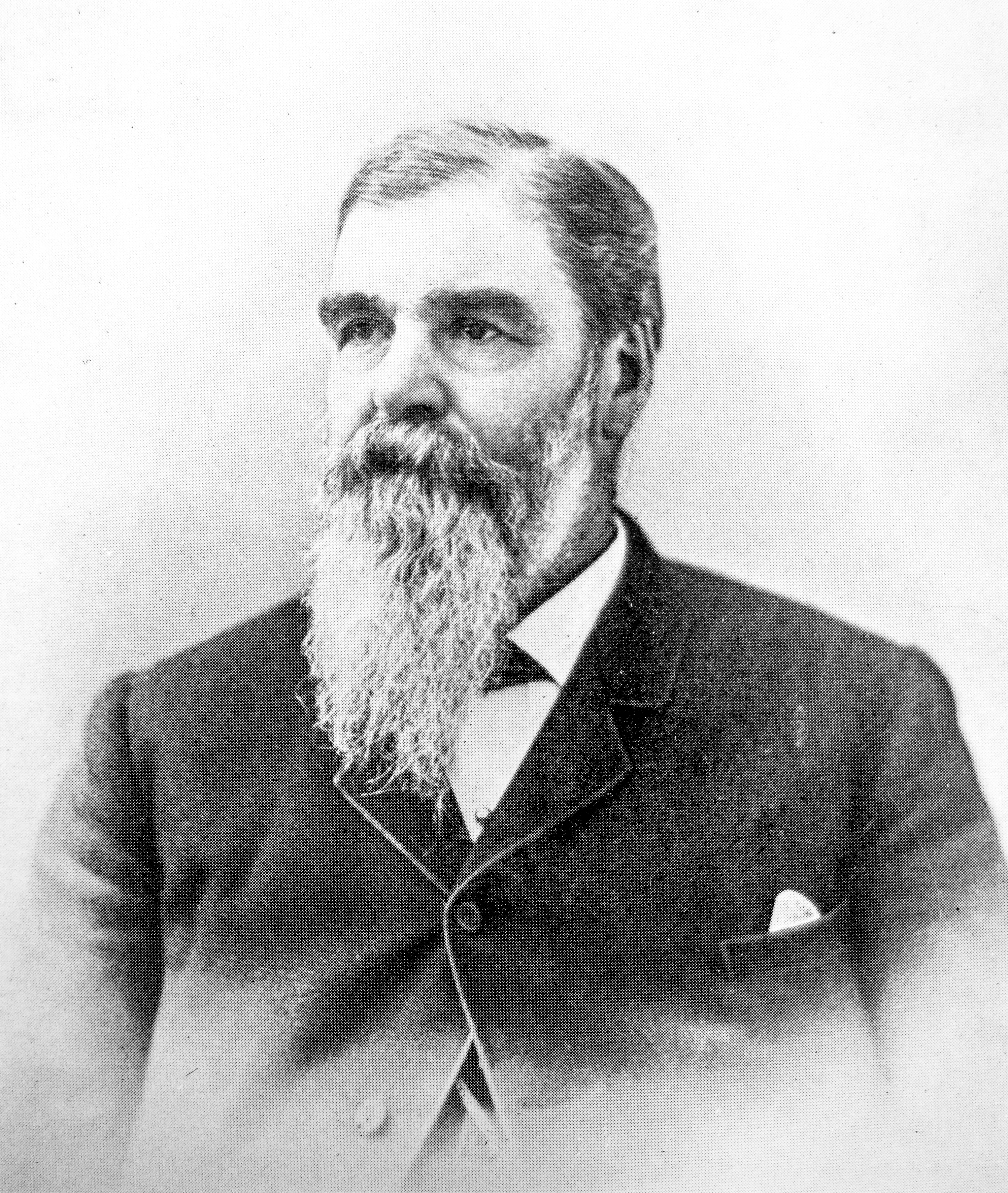
Daniel Greene Littlefield

Daniel Greene Littlefield (* 23. November 1822 in North Kingstown, Rhode Island; † 31. Mai 1891) war ein US-amerikanischer Politiker. In den Jahren 1889 und 1890 war er Vizegouverneur des Bundesstaates Rhode Island.

## Werdegang
Um das Jahr 1828 zog Daniel Littlefield mit seinen Eltern nach  Scituate im Providence County. Dort begann er im Alter von acht Jahren bei der Firma Jackson Cotton Mill zu arbeiten. Die Kleiderindustrie sollte für sein weiteres Leben bestimmend werden. Später wurde er vorübergehend auch in anderen Branchen tätig. Sein Hauptgeschäft blieb aber die Kleiderindustrie. Er baute seine eigene Firma auf und wurde Präsident der Firma Florence Sewing Machine Co. Ab 1846 war er in Northampton (Massachusetts) ansässig. Im Jahr 1863 kam er nach Pawtucket in Rhode Island, wo er die Leitung der Firma Pawtucket Hair Cloth Co. übernahm. Das Unternehmen war erfolgreich. Durch viele Auslandsreisen, vor allem nach Europa, erwarb sich Littlefield neue Kenntnisse in seiner Branche, die er vorteilhaft in seinen Unternehmen anwandte. Später stieg er auch noch in das Bankgewerbe ein. Zum Zeitpunkt seines Todes war er Präsident der Providence County Savings Bank. Außerdem leitete er die Firmen Pawtucket Hair Cloth Co. und Royal Weaving Co.
Politisch war Littlefield ursprünglich Mitglied der Whigs. Nach deren Auflösung wurde er Mitglied der 1854 gegründeten Republikanischen Partei. Während seiner Zeit in Massachusetts gehörte er in den Jahren 1861 und 1862 der dortigen Staatslegislative an. Im Jahr 1878 war er Ehrenbeauftragter der Staatsregierung von Rhode Island auf der Weltausstellung in Paris. 1888 wurde er an der Seite von Herbert W. Ladd zum Vizegouverneur von Rhode Island gewählt. Dieses Amt bekleidete er zwischen 1889 und 1890. Dabei war er Stellvertreter des Gouverneurs und Vorsitzender des Staatssenats. Er starb am 31. Mai 1891.